# Баклан червононогий
Баклан червононогий (Phalacrocorax gaimardi) — вид сулоподібних птахів родини бакланових (Phalacrocoracidae). Вид названий на честь французького натураліста Жозефа-Поля Гемара.

## Поширення
Вид поширений у Південній Америці вздовж узбережжя Перу, Чилі та аргентинської провінції Санта-Крус.

## Опис
Тіло завдовжки 50-100 см, розмах крил 80-160 см. Оперення чорне з металевим блиском, є білі плями на голові і череві. Під час висиджування голі ділянки шкіри на голові, горловий мішок, кільця навколо очей і дзьоб стають червоними, жовтими, зеленими або коричневими. Як правило, статевий диморфізм проявляється тільки в розмірі (самці більші). У молодих особин оперення світло-коричневе, нижня частина світліша верхньої. Тонкий циліндричний дзьоб на кінці загнутий у вигляді гачка, ніздрі відсутні. В основі дзьоба є ділянка голої шкіри, за формою якого розрізняють близькі види. Лапи перетинчасті, розташовані далеко позаду.
Довгі крила, шия і хвіст роблять їх силует в польоті хрестоподібним. На суші сидять вертикально, витягнувши шию, на воді — глибоко, опустивши у воду хвіст і піднявши дзьоб. Політ швидкий, прямолінійний. З води злітають з розбігу.

## Спосіб життя

### Раціон
Живляться, в основному, рибою (мойва, анчоус, оселедець, сардина), але можуть вживати в їжу молюсків, ракоподібних і головоногих. Також живляться жабами, водними комахами, морськими зміями і черепахами.

### Розмноження
Червононогі баклани гніздяться одиночними парами або нечисленними групами у виїмках на приморських обривах. Годуються також поодинці або відокремленими парами, відлітаючи за кормом далеко в море. Ці птахи будують досить великі гнізда з решток морських черв'яків і водоростей. Клейкі речовини, що містяться в цих залишках, сприяють міцному закріпленню гнізда до поверхні скель.